# Сулек, Адрианна
Адрианна Сулек (пол. Adrianna Sułek; 3 апреля 1999 года) — польская спортсменка, специализирующееся на легкоатлетическом многоборье. Участница летних Олимпийских игр-2020 в Токио в составе сборной Польши.

## Карьера
В 2016 году заняла 14-е место на чемпионате Европы среди юношей до 18 лет в Тбилиси. Через год, но уже в категории юниоров, она заняла седьмое место на чемпионате Европы. 2018 год принёс ей наибольший успех в карьере: спортсменка завоевала бронзовую медаль на чемпионате мира среди юниоров в Тампере.
Сулек выиграла три медали чемпионата Польши среди взрослых: одну на открытом стадионе (Краков, 2019) и дважды в зале (Торунь, 2018; Торунь, 2019). Также она является многократным золотым призёром в младших возрастных категориях.

### Достижения
| Год     | Турнир                         | Место    | Соревнование | Результат | Счет        |
| ------- | ------------------------------ | -------- | ------------ | --------- | ----------- |
| 2016 г. | Чемпионат Европы среди юниоров | Тбилиси  | семиборье    | 14 место  | 5282 балла  |
| 2017 г. | Чемпионат Европы среди юниоров | Гроссето | семиборье    | 7 место   | 5784 баллов |
| 2018 г. | Чемпионат мира среди юниоров   | Тампере  | семиборье    | 3 место   | 5939 баллов |
| 2019 г. | Молодежный чемпионат Европы    | Евле     | семиборье    | 6 место   | 5954 балла  |

### Рекорды
- Семиборье — 6315 баллов (2021) — 5 место среди польских легкоатлетов[4].
- Пятиборье — 4442 балла (2021) — 7 место среди польских легкоатлетов[5], в 2018 году достигнут результат 4385 баллов — рекорд Польши для юниорских турниров в помещении.